# Daniel Adjei
Daniel Agyei (Dansoman, 10 de novembro de 1989) é um futebolista ganês que atua como Goleiro. Atualmente joga pelo Liberty Professionals.
Pela Seleção Ganesa, o atleta participou da Copa do Mundo 2010, chegando até as quartas de final da competição.

## Títulos
Gana
- Mundial Sub-20: 2009[1]
- Campeonato Africano das Nações: 2010 2º Lugar.